# Наришкіни
Наришкіни — російський дворянський рід, до якого належала мати Петра I — Наталія Кирилівна. До її шлюбу з Олексієм Михайловичем рід був дрібнопомісний і високих посад не займав. Точне походження його не встановлено. У XVII столітті вороги Наришкіних, які були підтримані пізніше П. В. Долгоруковим, вважали їх прізвище похідним від слова «Ярижко», тобто невеликий служитель в поліції того часу або домашній прислужник. Проти такої етимології не заперечував і Б. Г. Унбегаун. У петровські часи Наришкіним належали на території сучасної Москви численні маєтки, включаючи Філі, Кунцево, Свіблово, Братцево, Черкізово, Петровське та Троїце-Ликове. Їх усипальницею служив Високопетровський монастир. Ім'я Наришкіних збереглося в назві архітектурного напряму «наришкінське бароко». Це пов'язано з тим, що в цьому стилі будувалися храми в садибах родичів Петра I по матері.

## Походження та гілки
Походження роду вельми туманне. Вважається, що благородне походження Наришкіних — від германського племені наристів (норисків; нім. Norisken що згадується Тацитом в трактаті про німців, було придумане після шлюбу Наталії Кирилівни з царем (1671). Оскільки на землях цього племені було засновано місто Хеб з імператорським палацом, Наришкіни взяли собі герб цього міста як родинний.
Більш правдива версія, що започаткував рід Наришкіних кримський татарин Мордко Кубрат на прізвисько Нариш або Наришко, який виїхав до Москви близько 1465. Згідно з офіційним родоводом його онук Ісаак першим носив прізвище Наришкін. Перший відомий за документами Наришкін — Борис Іванович, був воєводою в поході 1575 року і загинув під Соколом.
Наришкіни возвеличилися в 1671 році після шлюбу царя Олексія Михайловича з Наталею, дочкою Кирила Полуектовича Наришкіна. Вибір припав на Наталію завдяки її родинним зв'язкам з царським радником А. С. Матвєєвим. Батько цариці, троє з її братів і четверо більш віддалених родичів були зведені в боярський сан; двоє з них, бояри Іван Кирилович і Афанасій Кирилович, загинули під час повстання стрільців 1682 р

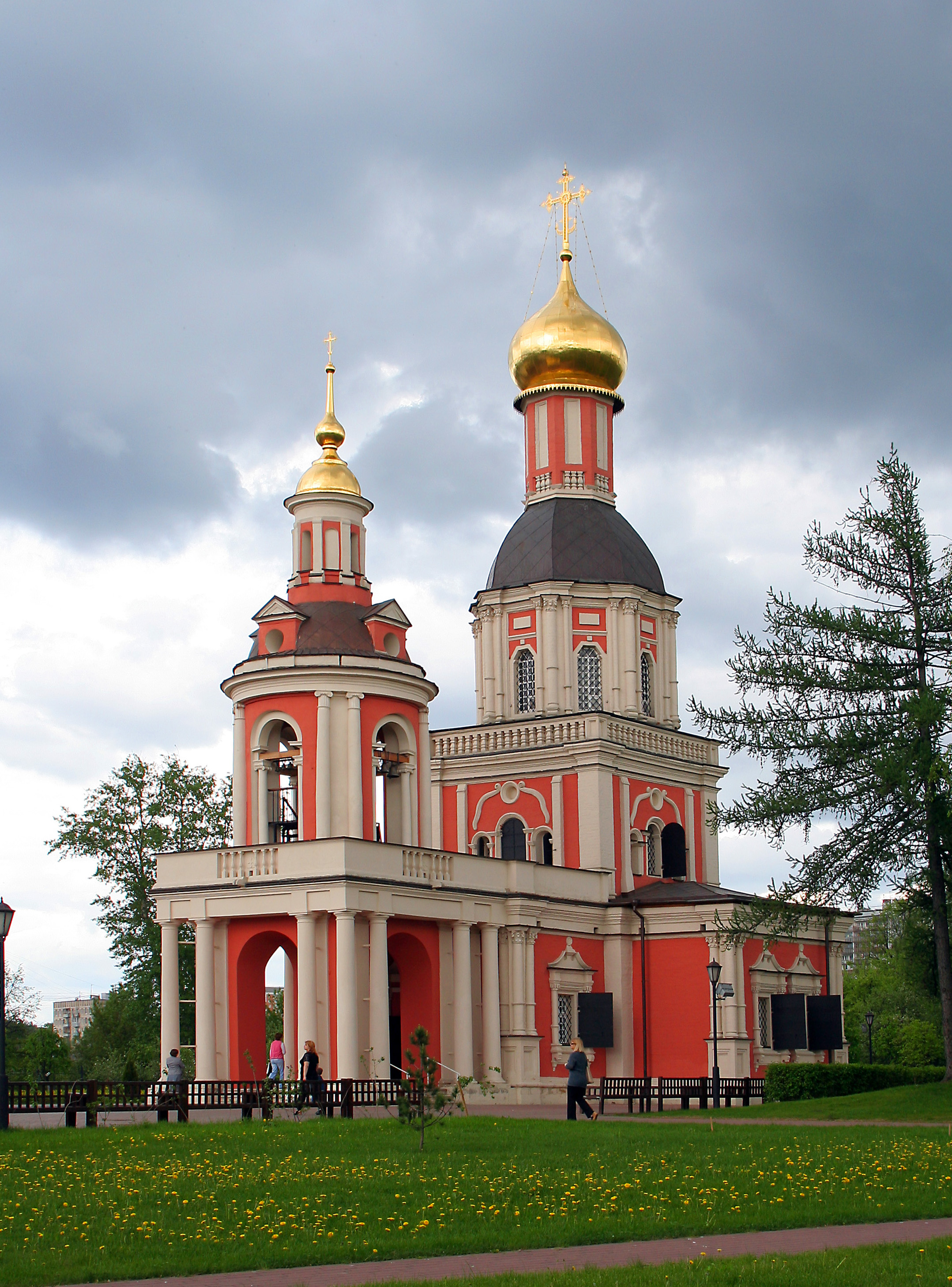
Приклад наришкінського стилю — церква в маєтку К. Наришкіна

До старшої лінії Наришкіних, які походять від брата цариці Наталії, боярина Льва Кириловича, належали улюбленці Катерини II потішник Лев Наришкін, його син Дмитро Львович і онук Еммануїл Дмитрович (народжений, можливо, від зв'язку його матері з Олександром I). Представники цієї лінії (традиційно носили імена «Кирило», «Олександр» і «Лев») не досягали вищих ступенів ні у військовій, ні у цивільній службі, але в імператорському палаці вважалися людьми домашніми.
Впродовж XVIII століття колосальне майно Наришкіних було розтрачено. Тільки з нагоди шлюбу Катерини Іванівни Наришкіної з Кирилом Григоровичем Розумовським було дано придане 44 тисячі душ. Цей шлюб включив Розумовських в число найбагатших людей Росії. Також чимале придане було дано за двоюрідними сестрами Петра I з нагоди їх шлюбів з державним канцлером О. М. Черкаським, кабінет-міністром А. П. Волинським, князями Ф. І. Голіциним, О. Ю. Трубецьким і В. П. Голіциним.
Три молодші гілки роду походять від двоюрідних дядьків цариці Наталії Кирилівни — Григорія Филимоновича, Олексія Хомича, та Івана Івановича Наришкіних.
Рід Наришкіних був занесений в VI частину дворянських родовідних книг Московської, Орловської, С.-Петербурзької, Калузької і Ниньогородської губерній.

## Боротьба з Милославськими
В роки царювання Федора Олексійовича розгорнулася гостра боротьба між партіями Милославських (рід, до якого належала мати царя) і Наришкіних. Поки державою фактично правив А. С. Матвєєв, Наришкіни продовжували залишатися у фаворі, але після того, як Милославські домоглися відправки Матвєєва в заслання, Наришкіни поступово були віддалені від двору.
У двотижневий період між смертю царя Федора Олексійовича і апогеєм повстання стрільців (24 квітня — 14 травня 1682 роки) обрання Петра на царювання знову привело Наришкіних до підвищення: четверо повернулися із заслання, дев'ятеро були призначені в стольники. Василь Федорович (пом. 1702) був оголошений близькою людиною і стольником, брату цариці Івана Кириловича (1658—1682) повернули в бояри і зброярі. Кульмінація протистояння припала на травень 1682 року, коли повсталими стрільцями були по-звірячому вбиті Іван і Афанасій Кириловичі, Федір і Василь Филимоновичі, Іван-Петро Хомич; 18 травня виборні люди від всіх наказів били чолом, щоб діда Петра I, Кирила Полуектовича, постригти в ченці; цар наказав зробити це в Чудівському монастирі і з ім'ям Кипріян вислати в Кирилов монастир; 20 травня били чолом, щоб цар заслав і інших Наришкіних.
Перший час після повалення правительки Софії родичі Наталії Кирилівни отримали необмежений вплив на державні справи. Навіть наближені до Петра люди згадували про цей час із співчуттям:
|  | Наталія Кирилівна вручила правління всієї держави своєму братові, боярину Льву Наришкіну, та іншим міністрам … Правління оной цариці Наталії Кирилівни було вельми непорядне, і незадоволене народу, і образливе. І в той час почалося неправе правління від суддів, і хабарництво велике, і крадіжка державна, яке дотепер триває з множенням, і вивести цю виразку важко. |

## Основні представники

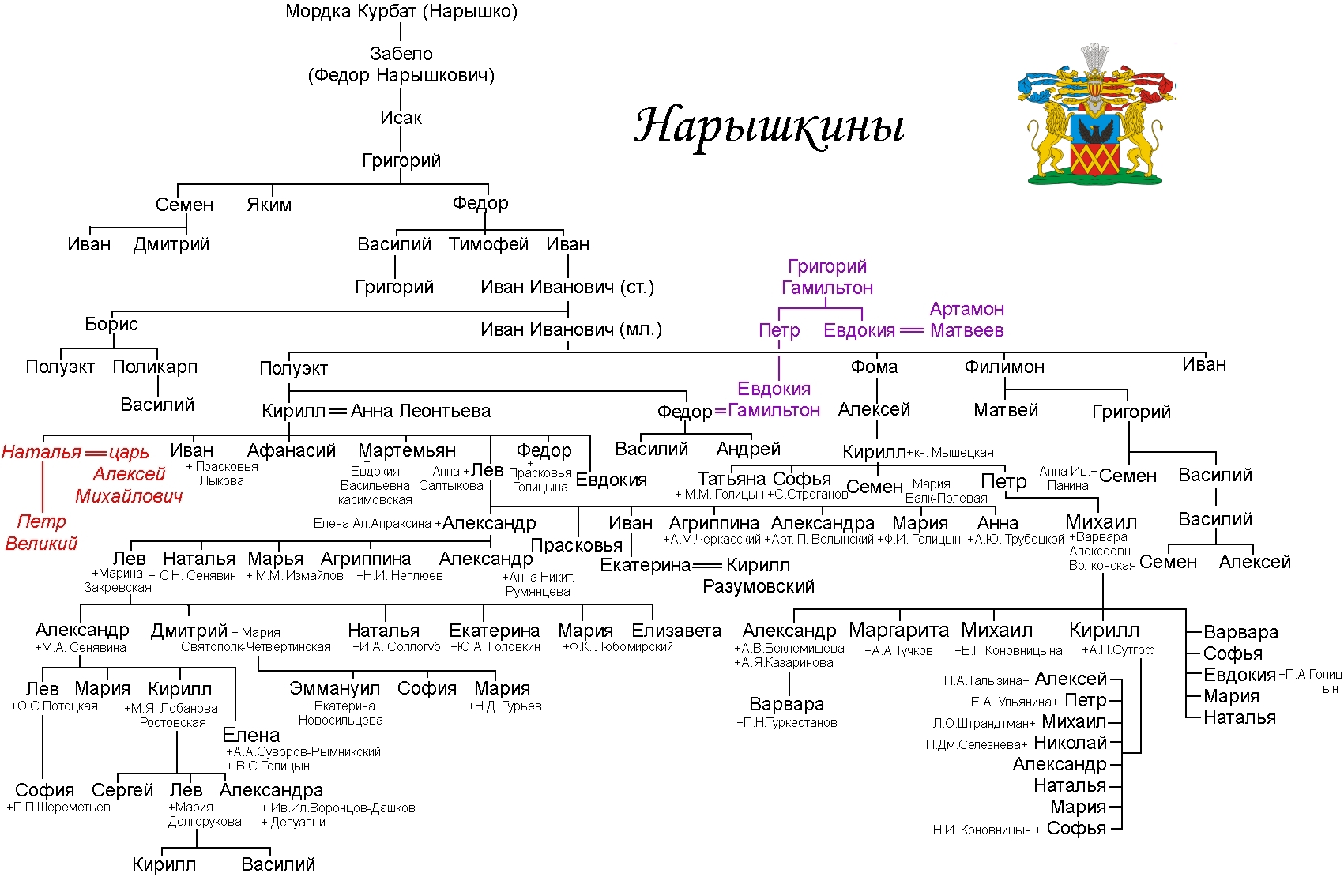
Генеалогічне дерево Наришкіних

- Полуект Іванович Наришкін, Таруській поміщик, загинув при облозі Смоленська в 1633 році.
  - Федір Полуектович, воєвода в Архангельську (пом. 1676); одружений з Євдокією Хомутовою
    - Василь Федорович, окольничий, боярин (+1682)
    - Андрій Федорович, кімнатний стольник царя Петра Олексійовича, воєвода в Тобольську (1693—1698)[3]

  - Кирило Полуектович, брат попереднього; одружений з Анною Леонтьєвою
    - Пані Наталія, цариця, дочка попереднього
    - Мартемьян Кирилович, її брат, боярин, власник села Троїце-Ликово
    - Лев Кирилович — брат двох попередніх, боярин, начальник Посольського приказу (1698—1702).
      - Агрипина Львівна, донька попереднього, дружина державного канцлера О. М. Черкаського.
      - Олександр Львович — її брат, директор Морської академії, президент штатс-контори, при Петрі II позбавлений чинів і засланий в села, при Анні Іоанівні — президент Комерц-колегії.
        - Олександр Олександрович — син попереднього, обер-шенк.
        - Лев Олександрович — його брат, обер-шталмейстер, один з наближених Катерини II.
          - Дмитро Львович Наришкін — син попереднього, обер-егермейстер, чоловік Марії Четвертинської, фаворитки імператора Олександра I
            - Еммануїл Дмитрович (1813—1901) — син попереднього, обер-камергер; чутки називали його батьком Олександра I.

          - Олександр Львович — брат Дмитра, обер-камергер, директор імператорських театрів, чоловік Марії Олексіївни Сенявіної Дж. Доу. Дружина К. А. Наришкіна з дітьми (1823)

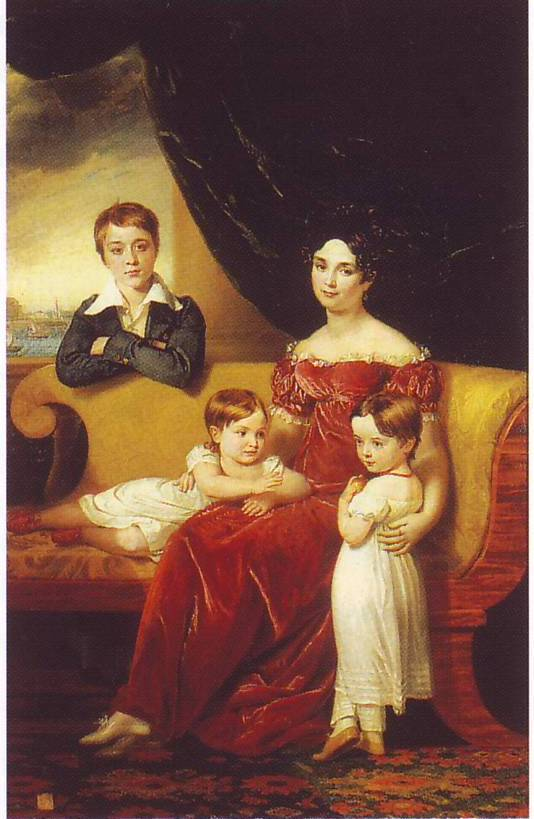
Дж. Доу. Дружина К. А. Наришкіна з дітьми (1823)

            - Лев Олександрович, син попереднього, учасник Наполеонівських воєн, чоловік Ольги Потоцької, організатор палацу на Фонтанці
            - Олена Олександрівна, дружина князя Аркадія Суворова
            - Кирило Олександрович, обер-гофмейстер, дійсний таємний радник, чоловік Марії Лобанової-Ростовської

      - Наришкін Іван Львович (1700-34), молодший син Льва Кириловича, капітан флоту; одружений з однією з дочок Кирила Олексійовича (нижче).
        - Наришкіна Катерина Іванівна (1729-71), дочка попереднього, багатюща спадкоємиця свого часу, дружина графа Кирила Розумовського.
- Фома Іванович Наришкін брат Полуекта.
  - Кирило Олексійович, його онук, московський генерал-губернатор, перший комендант Санкт-Петербурга ; його ім'ям названо наришкинського бастіон Петропавлівської фортеці.
    - Семен Кирилович, генерал-аншеф, представник у Лондоні, творець моди на рогову музику, син попереднього.
    - Петро Кирилович, камергер, брат попереднього.
      - Михайло Петрович, син попереднього, підполковник, власник садиби Богородське-Вороніно.
        - Кирило Михайлович, його син, генерал.
        - Михайло Михайлович, брат попереднього, декабрист.
        - Маргарита, їх сестра, вдова генерала Тучкова

      - Павло Петрович, камергер, син Петра Кириловича.
        - Дмитро Павлович, його син, камергер.
        - Костянтин Павлович, брат попереднього, камергер.
          - Дмитро Костянтинович, його син, камергер.

      - Петро Петрович, майор гвардії, син Петра Кириловича.
        - Петро Петрович, його син, сенатор і таємний радник.
        - Наталія, сестра попереднього, дружина князя С. Б. Куракіна.
        - Катерина, дружина князя В. А. Хованського

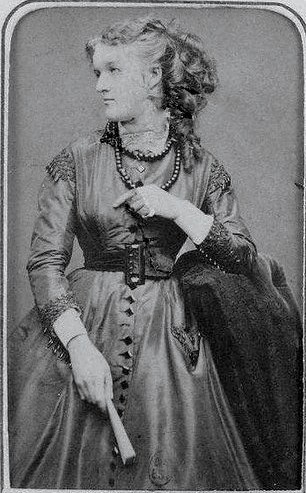
Надія Наришкіна, дружина Дюма-сина

- Филимон Іванович (? — 1653), брат Полуекта, таруський боярський син.
  - Матвій — син попереднього, стольник, носив сан блазня першого патріарха «Блазневого, п'яного і навіженого собору»
  - Григорій, брат попереднього, боярин, Верхотурський воєвода.
    - Ірина, дочка попереднього, дружина фельдмаршала І. Ю. Трубецького
    - Семен, брат попередньої, генерал-аншеф.
      - Василь Васильович, племінник попереднього, генерал-поручик
        - Семен, син попереднього, літератор
        - Олексій, брат попереднього, Псковський намісник, сенатор

      - Сергій Михайлович, племінник Семена Григоровича, генерал-майор
        - Василь, син попереднього, генерал-майор, власник садиби Ігнатовське
          - Іван, син попереднього, статський радник
            -               - Олександр Олексійович, онук попереднього, подільський губернатор

          - Дмитро, син Василя Сергійовича, таврійський губернатор
            -               - Кирило Анатолійович, онук попереднього, генерал-майор, начальник Військово-похідної канцелярії.
- Іван Іванович, брат Полуекта.
  -     - Іван Іванович, його онук, окольничий.
      - Парасковія Іванівна, дочка попереднього, дружина князя С. Д. Голіцина.
      - Іван Іванович, кімнатний стольник, одружений з Анастасією Олександрівною Милославською.
        - Олександр Іванович, його син, таємний радник, одружений з дочкою фельдмаршала М. Ю. Трубецького
          - Іван, син попереднього, обер-церемоніймейстер; чоловік баронеси Катерини Олександрівни Строганової
          - Дмитро Іванович, двоюрідний брат попереднього, надвірний радник; одружений з княжною Параскою Миколаївною Долгорукою
            - Іван, його син, камергер, одружений з Варварою Миколаївною Ладомирською, дочкою графині Є. П. Строганової. Їхні діти:
              - Дмитро, полковник лейб-гвардії Кавалергардського полку.
              - Зінаїда, дружина князя Б. М. Юсупова

## Титул

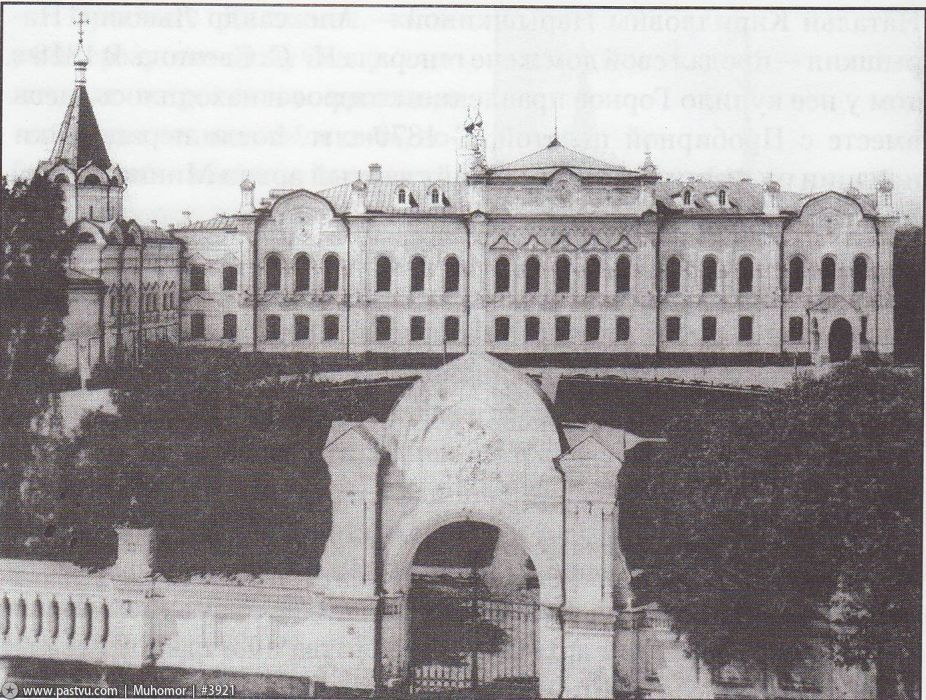
Московські палати Наришкіних (на розі Мохової і Воздвиженки)

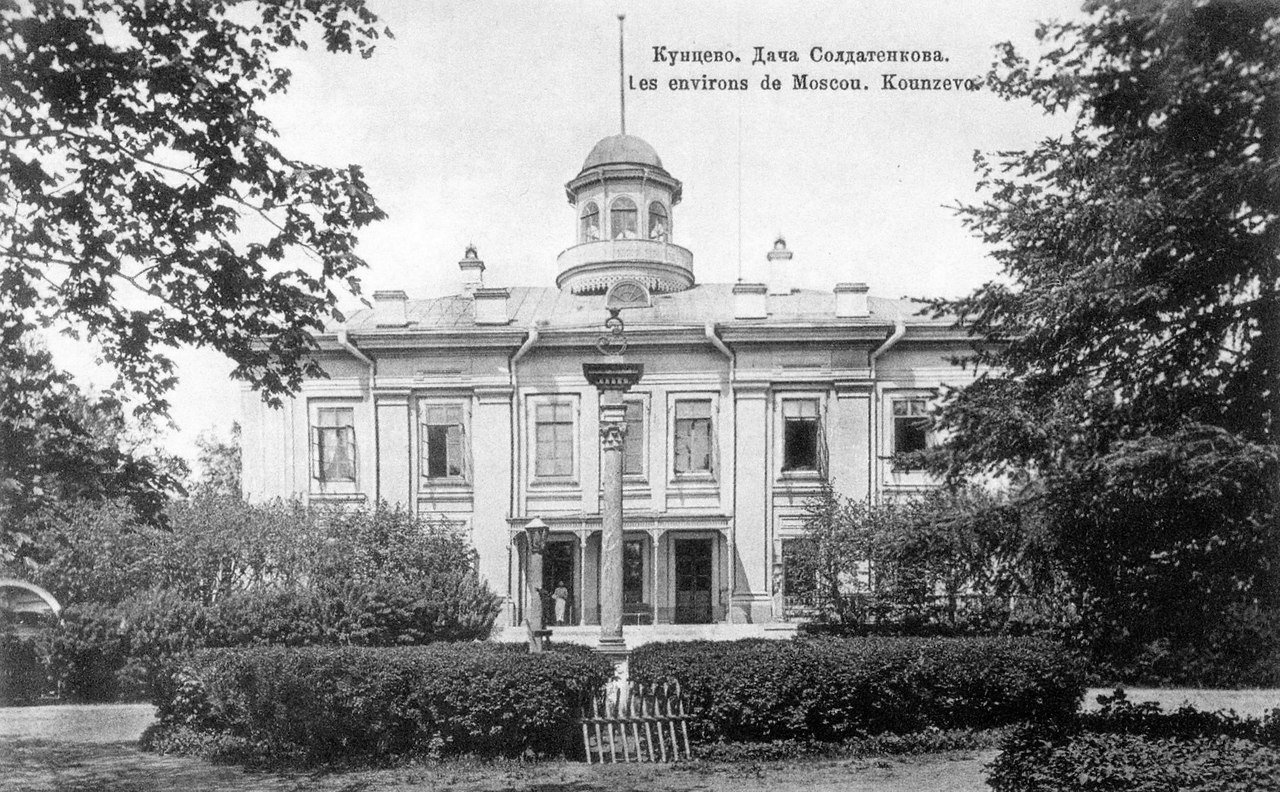
Підмосковна садиба Наришкіних «Кунцево»

За кордоном Наришкіни, щоб підкреслити свій статус, нерідко називали себе князями або графами. Ці титули іноді некритично відтворюються і сучасними авторами. В реальності Наришкіни відносилися до нетитулованого дворянства, займаючи серед цієї групи провідне місце. Пов'язано це з тим, що дарування княжих титулів до правління Павла I носило винятковий характер, а Наришкіни, з огляду їх близьких родинних відносин з імператорською родиною, вважали прийняття графського титулу нижче своєї гідності і реального стану:
|  | Відомо, що різними государями пропонувалися Наришкіним різні титули, від яких вони рішуче відмовлялися, мотивуючи тим, що не хочуть бути нижче ясновельможного князя О. Д. Меншикова. |

## Скарб Наришкіних
27 березня 2012 року в Санкт-Петербурзі під час реставраційних робіт в особняку Наришкіних (вул. Чайковського, 29; в 1875 році будинок придбав Василь Наришкін, перебудову будинку зробив архітектор Р. А. Гьодіке) знайдено найбільший в історії Петербурга скарб. Зокрема, в ньому виявилося кілька великих сервізів з гербом Наришкіних. З 4 червня 2012 року 300 найцікавіших предметів виставлені в Костянтинівському палаці. Згідно проведеної оцінки, вартість скарбу становить 189 млн руб. На остаточну вартість скарбу вплинуло те, що всі ці предмети належали одній сім'ї і колекція має підтверджений провенанс. Вміст скарбу є еталонним з історичної точки зору: він дає уявлення про побут аристократичних сімей і про смаки пануючої знаті тієї епохи.
У березні 2019 року скарб (в цілому дві тисячі експонатів) був перевезений в Царське Село для того, щоб після завершення реставрації Олександрівського палацу він став частиною його експозиції. В грудні 2019 року для відвідувачів музею-заповідника в Катерининському палаці була відкрита тимчасова виставка «Родове срібло дворянського роду. Скарб із особняка Наришкіних», де було представлено більше семисот золотих і срібних предметів межі XVIII—XX століть.